# Doping-Opfer-Hilfe
Der Doping-Opfer-Hilfe e. V. wurde im März 1999 gegründet, um Doping-Opfer im Leistungssport, insbesondere des DDR-Sportsystems mit Zwangsdoping, zu unterstützen.

## Ziele des Vereins
- die Unterstützung ehemaliger Leistungssportler, vorwiegend aus der DDR, die geistige und körperliche Schäden durch die staatlich verordnete und erzwungene Einnahme von Dopingmitteln erlitten haben,
- die Herstellung von Kontakten mit ehemaligen und aktiven Spitzensportlern und deren Kindern,
- Präventionsarbeit, Vorträge in Schulen und Sportvereinen zu Gefahren und Langzeitschäden von leistungssteigernden Mitteln und Nahrungsergänzungsstoffen, durchgeführt von ehemaligen Sportlern und Fachleuten.

## Geschichte
Im Vorfeld der Berliner Dopingprozesse wurde der Verein mit dem Ziel gegründet, insbesondere die Geschädigten des DDR-Staatsdopings zu unterstützen. Manfred Ewald, ehemaliger Präsident des DTSB der DDR, und Manfred Höppner, maßgeblicher medizinischer Initiator des staatlichen Dopingprogramms der DDR, wurden in dem bekanntesten Prozess wegen Beihilfe zur Körperverletzung verurteilt. In der Folge erwirkte der Verein das 1. Doping-Opfer-Hilfe-Gesetz (DOHG), bei dem 194 ehemalige Aktive als Dopingopfer anerkannt und entschädigt wurden. Nach einem zähen Kampf des DOH entschloss sich die Bundesregierung, ein zweites Doping-Opfer-Hilfe-Gesetz aufzulegen, bei dem das Bundesverwaltungsamt 1749 Anträge beschied, davon 1449 positiv. Damit wurde eine Summe von 15.214.500 Euro ausgezahlt.
Die Doping-Opfer-Hilfe verleiht seit 2000 die Heidi-Krieger-Medaille (heute DOH-Antidoping-Preis) an Personen, die sich besonders im Kampf gegen Doping im Sport verdient gemacht haben.
Der Verein ist Mitglied bei der Union der Opferverbände Kommunistischer Gewaltherrschaft.
Von der Gründung des Vereins 1999 bis 2013 war der Weinheimer Arzt Klaus Zöllig Vorsitzender, die Nachfolge übernahm die Schriftstellerin und ehemalige Sprinterin Ines Geipel bis Dezember 2018. Unter ihrem Vorsitz wurde der Verein nach Berlin verlegt und eröffnete 2014 die erste Beratungsstelle für Dopingopfer. Seit Dezember 2018 ist der Anwalt Michael Lehner Vorsitzender des DOH.
Der DOH arbeitet mit den Landesbeauftragten zur Aufarbeitung der SED-Diktatur, der NADA, dem DOSB, der Deutschen Sportjugend, DJK-Sportverband, der UOKG und der DJK zusammen. Seine Arbeit wird finanziell vom Bundesinnenministerium und dem DOSB unterstützt.

## Kontroverse
Die Tageszeitung berichtete in einem Artikel vom Oktober 2018: „Ines Geipel hat den DOH verändert, und viele ehemaligen Mitstreiterinnen und Mitstreiter sagen: nicht nur zum Guten. Es sei ein Ines-Geipel-Verein daraus geworden mit Ines-Geipel-Doktrin und Mitarbeiterinnen, die Ines Geipel hörig seien. Von Autokratie ist die Rede, von Mobbing und böswilligen Unterstellungen. [...] Es ist ein unheimlicher Streit, weil, vereinfacht gesagt, die Guten gegen die Guten kämpfen und den Bösen damit vielleicht in die Hände spielen. Es ist aber auch ein unheimlicher Streit, weil man als Rechercheur das Gefühl hat, knietief in einem Sumpf aus Vorhaltungen, Neidkomplexen und gekränkter Eitelkeit zu waten und nicht so recht weiß, wie man sich von da aus wieder auf eine Sachebene begeben kann.“
In den Jahren um 2018 kam es in dem Verein zu teils gerichtlich ausgetragenen Auseinandersetzungen zwischen prominenten Mitgliedern wie Henner Misersky und Werner Franke einerseits und der bis 2018 amtierenden Vorsitzenden Ines Geipel sowie ihrem Nachfolger Michael Lehner andererseits. Geipel verklagte Misersky, nachdem dieser Widersprüche in der Darstellung ihrer Biografie und der von weiteren vermeintlichen Dopingopfern aufgezeigt hatte. Sie wurde mit ihrer Klage aber abgewiesen, weil es sich um zulässige Meinungsäußerungen handele. Ein anderes von Lehner gegen Franke nach einer Rangelei wegen Körperverletzung angestrengtes Verfahren wurde vom Amtsgericht Berlin-Tiergarten wegen Geringfügigkeit und mangelndem öffentlichen Interesse eingestellt.
Die Tageszeitung resümierte im Dezember 2020: „Hinter den persönlichen Auseinandersetzungen, die vor Berliner Gerichten gelandet sind, liegt ein grundsätzlicher Streit über die Interpretation der Dopinggeschichte im DDR-Sport.“ Misersky sei der festen Überzeugung, „auch aus eigener Erfahrung, dass man als Trainer, Arzt, als erwachsener Athlet, definitiv Nein zum Doping in der DDR sagen konnte“. Er sieht bei der Mehrzahl von ehemaligen erwachsenen DDR-Reisekader-Sportlern eine Mitverantwortung und auch bei Geipel selbst starke Anhaltspunkte für selbstbestimmtes, wissentlich praktiziertes Doping unter dem Jenaer Sprinttrainer Horst-Dieter Hille. In diesem Zusammenhang warfen Franke und Misersky dem Verein und Geipel dann auch vor, die Zahlen der DDR-Dopingopfer in die Höhe zu treiben und von Spätfolgen des DDR-Dopings zu sprechen, obwohl diese wissenschaftlich unzureichend begründet seien.

## Filme in den Mediatheken
- 2021: Geheimsache Doping: Menschenversuche – Die heimlichen Experimente im DDR-Sport in der ARD-Mediathek (36 Min.), abrufbar bis 20. Juli 2027[7]